# Episodi di Spenser (terza stagione)
La terza stagione della serie televisiva Spenser è stata trasmessa in anteprima negli Stati Uniti d'America dalla ABC tra il 27 settembre 1987 e il 7 maggio 1988.
| nº | Titolo originale             | Titolo italiano | Prima TV USA      | Prima TV Italia |
| -- | ---------------------------- | --------------- | ----------------- | --------------- |
| 1  | Homecoming                   |                 | 27 settembre 1987 |                 |
| 2  | My Enemy, My Friend          |                 | 4 ottobre 1987    |                 |
| 3  | Heart of the Matter          |                 | 11 ottobre 1987   |                 |
| 4  | On the Night He Was Betrayed |                 | 1º novembre 1987  |                 |
| 5  | Sleepless Dream              |                 | 8 novembre 1987   |                 |
| 6  | Consilum Abditum             |                 | 15 novembre 1987  |                 |
| 7  | Thanksgiving                 |                 | 29 novembre 1987  |                 |
| 8  | Gone Fishin'                 |                 | 6 dicembre 1987   |                 |
| 9  | Child's Play                 |                 | 20 dicembre 1987  |                 |
| 10 | Skeletons in the Closet      |                 | 3 gennaio 1988    |                 |
| 11 | The Siege                    |                 | 10 gennaio 1988   |                 |
| 12 | Arthur's Wake                |                 | 16 gennaio 1988   |                 |
| 13 | To the End of the Line       |                 | 23 gennaio 1988   |                 |
| 14 | Play It Again, Sammy         |                 | 30 gennaio 1988   |                 |
| 15 | The Big Fight                |                 | 6 febbraio 1988   |                 |
| 16 | Substantial Justice          |                 | 5 marzo 1988      |                 |
| 17 | Company Man                  |                 | 12 marzo 1988     |                 |
| 18 | Watercolors                  |                 | 19 marzo 1988     |                 |
| 19 | Hawk's Eyes                  |                 | 26 marzo 1988     |                 |
| 20 | McAllister                   |                 | 30 aprile 1988    |                 |
| 21 | Haunting                     |                 | 7 maggio 1988     |                 |